# Die Frau im heutigen Rußland
Die Frau im heutigen Rußland ist eine im Leipziger Verlag Dr. Fritz Fikentscher erschienene Sammlung sowjetischer Novellen, die 1928 in der Buchreihe Die russische Revolution im Spiegel der Dichtung von Wolfgang E. Groeger herausgegeben wurde.

## Autoren
- Boris Lawrenjow: Erzählungen der 1920er Jahre behandeln den Bürgerkrieg in der Sowjetunion.
- Jewgeni Samjatin
- Nikolai Nikandrow: Erzählungen, die die Geschlechterbeziehungen darstellen, wurden von der zeitgenössischen sowjetischen Kritik abgelehnt.
- Gleb Alexejew
- Sergej Malaschkin: beschreibt die Sowjetzeit, wobei er auch die negativen Seiten der Wirklichkeit, besonders der NÖP zeigt.
- Wjatscheslaw Schischkow

In der Buchreihe erschienen nur fünf Titel.
Es ist eine der vier Anthologien, die zur Zeit des Nationalsozialismus verbrannt wurden.